# Bad Hönningen
Bad Hönningen é uma cidade da Alemanha localizada no distrito de Neuwied, estado da Renânia-Palatinado.
É membro e sede do Verbandsgemeinde de Bad Hönningen.